# Política verde
Política verde é uma ideologia política que visa criar uma sociedade ecologicamente sustentável enraizada no ambientalismo, não violência, justiça social e democracia de base.  Ela começou a tomar forma no mundo ocidental na década de 1970; desde então, os partidos verdes têm se desenvolvido e se estabeleceram em muitos países ao redor do globo, onde têm conseguido algum sucesso eleitoral.

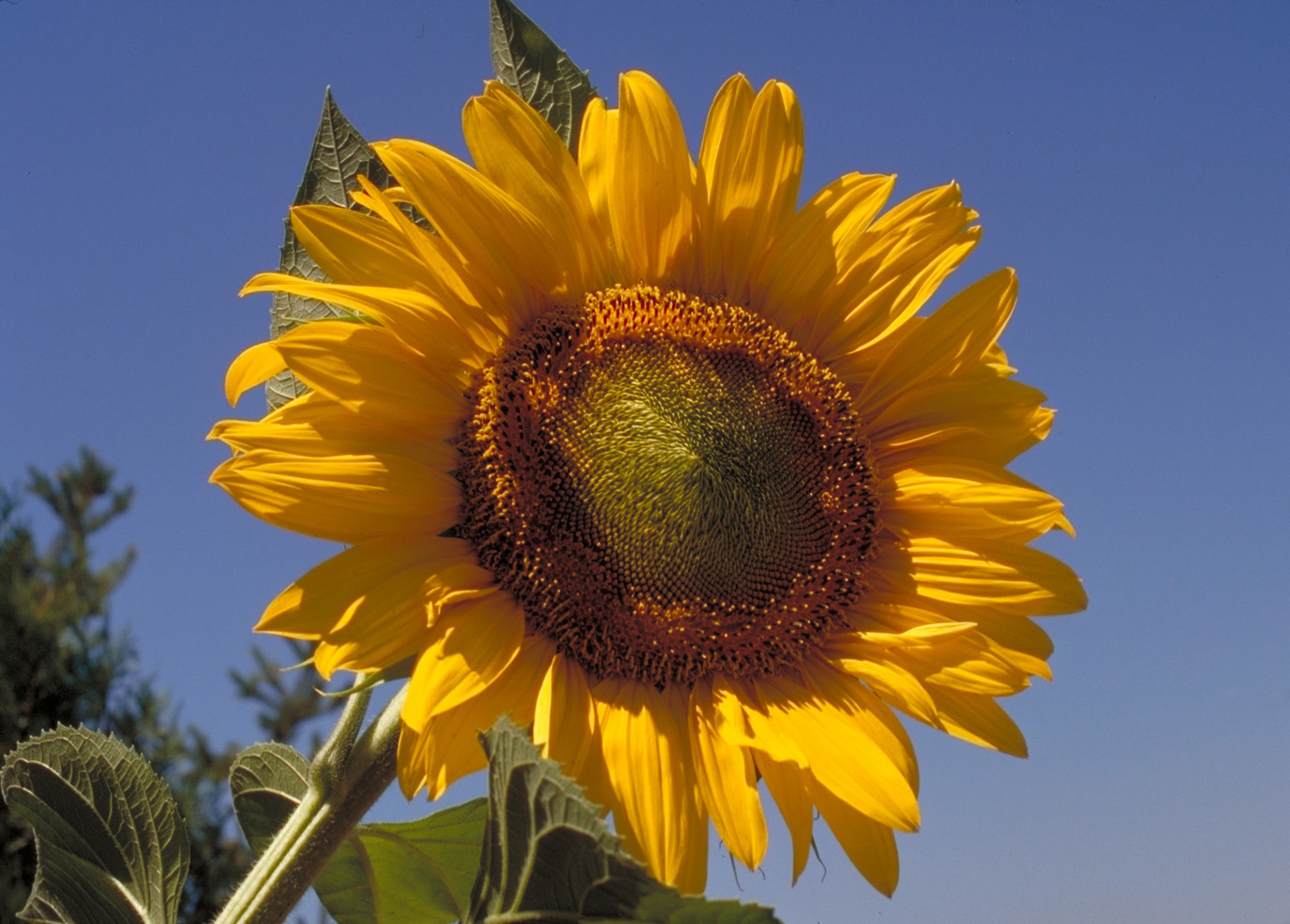
O girassol é reconhecido internacionalmente como símbolo das políticas Verdes